# Idalus nigropunctata
Idalus nigropunctata là một loài bướm đêm thuộc phân họ Arctiinae, họ Erebidae.